# 91e Infanteriedivisie (Duitsland)
De Duitse 91e Infanteriedivisie (Duits: 91. Infanterie-Division) was een Duitse Infanteriedivisie tijdens de Tweede Wereldoorlog. De divisie werd opgericht op 15 januari 1944. In de lente van datzelfde jaar werd de divisie omgevormd tot een eenheid die getraind was om zich per luchttransport te laten vervoeren.
Tijdens de geallieerde invasie in Normandië was de divisie gelegerd in het hart van het schiereiland Cotentin in Normandië, waar de Amerikaanse luchtlandingen plaatsvonden. Tijdens de Slag om Cherbourg, op 22 juni 1944, werden de laatste troepen van de divisie vernietigd.
Op 5 november werd de divisie heropgericht en hernoemd naar de 344e infanteriedivisie. Deze divisie was gelegerd in de Eifel.

## Bevelhebbers
- Generalleutnant Bruno Ortner (15 januari 1944 - 25 april 1944)
- Generalleutnant Wilhelm Falley (25 april 1944 - 6 juni 1944)
- Generalmajor Bernhard Klosterkemper (6 juni 1944 - 10 juni 1944)
- Generalleutnant Eugen König (10 juni 1944 - 22 juni 1944)